# Norilsk
Norilsk (în rusă Норильск) este un oraș din Regiunea Krasnoiarsk, Federația Rusă, localizată între fluviul Enisei și Peninsula Taimîr. Populația: 175.301 (recensământul din 2010); 134.822 (recensământul din 2002); 174.673 (recensământul din 1989).
A primit statutul de oraș în 1953. Este cel mai nordic oraș din Siberia și al doilea oraș ca mărime (după Murmansk) situat la nord de Cercul Polar. Norilsk, Yakutsk și Vorkuta sunt singurele orașe mari din zona de permafrost.
MMC Norilsk Nickel, o companie minieră, este singurul angajator din regiune. Orașul este deservit de aeroportul Norilsk Alykel. Datorită mineritului intensiv, orașul este unul dintre cele mai poluate zece orașe din lume.

## Istoric
Norilsk a fost înființat la sfârșitul anilor 1920; totuși, data oficială de fondare a localității este 1935, când Norilsk a fost extins ca o așezare pentru complexul minier-metalurgic. Norilsk, situat între Câmpia Siberiei de Vest și Platoul Siberian Central, la poalele Munților Putoran, este situat pe una dintre cele mai mari depozite de nichel din lume. Ca atare, mineritul și metalurgia sunt industriile majore. Norilsk este centrul unei regiuni unde se exploatează nichel, cupru, cobalt, platină, paladiu și cărbune. Resursele minerale din această regiune erau cunoscute de două secole, dar exploatarea a început abia în 1939, când porțiunea îngropată a intruziunii Norilsk-Talnakh a fost descoperită sub munte.
Pentru a deservi noul oraș a fost construită o cale ferată către portul Dudinka pe fluviul Enisei, la început, cu ecartament îngust (iarna 1935-1936), apoi, cu ecartament larg rusesc (1520 mm), la începutul anilor 1940. Din portul Dudinka, nichelul îmbogățit și cuprul sunt transportate la Murmansk pe mare, apoi la Monchegorsk și la topitoria din Peninsula Kola, în vreme ce produsele mai valoroase sunt transportate în amonte până la Krasnoyarsk. Transportul are loc numai vara. Portul Dudinka este închis în timpul înghețului de primavară până în luna mai.
La începutul anilor 1950 o altă cale ferată se afla sub construcție de la orașul carboinifer european Vorkuta via fluviul Obi iar Norilsk trebuia să aibă și o gară de călători spațioasă pentru a se realiza legătura directă cu Moscova, dar construcția a fost abandonată după moartea lui Stalin.
Orașul, minele și fabricile metalurgice au fost construite de prizonierii din lagărele de muncă forțată.
Conform arhivelor Norillag, 16.806 de prizonieri au murit în Norilsk sub condițiile muncii forțate, foametei și expunerii la frig, în timpul existenței lagărului (1935-1956). Decesele erau numeroase în special în perioada războiului, între 1942-1944, când resursele de hrană erau reduse. Prizonierii au organizat o revoltă nonviolentă în 1953. Un număr necunoscut, dar semnificativ, de prizonieri a continuat să lucreze și să moară în mine până în jurul anului 1979. Norilsk-Talknakh continuă să fie o mină periculoasă pentru muncitori; conform companiei miniere, erau 2,4 accidente per o mie de lucrători în 2005.
În 2001, Norilsk a fost decretat un oraș închis pentru străini (excepție făcând cetățenii Belarusului).
Moscheea din Norilsk, ce aparține comunității locale de tătari, este considerat cel mai nordic loc de rugăciune pentru musulmani din lume.

## Mediu
Cea mai mare parte a ținutului invecinat este format din tundră lipsită de vegetație.

### Clima
Norilsk are un climat extrem de aspru. Temperatura medie a lunii februarie este de -35 °C, iar cea a lunii iulie este de +12 °C. Temperatura medie anuală este de aproximativ -13 °C și au fost înregistrate și temperaturi scăzute până la -58 °C. Orașul este acoperit de zăpadă aproximativ 250-270 de zile pe an, cu furtuni de zăpadă aproximativ 110-130 de zile pe an. Noaptea polară durează din decembrie până la jumătatea lunii ianuarie; astfel, locuitorii din Norilsk nu văd soarele aproape șase săptămâni. Simetric, vara soarele nu apune aproape șase săptămâni. Temperaturile pot ajunge până la +25 °C în luna iulie.
| Date climatice pentru Norilsk | Date climatice pentru Norilsk | Date climatice pentru Norilsk | Date climatice pentru Norilsk | Date climatice pentru Norilsk | Date climatice pentru Norilsk | Date climatice pentru Norilsk | Date climatice pentru Norilsk | Date climatice pentru Norilsk | Date climatice pentru Norilsk | Date climatice pentru Norilsk | Date climatice pentru Norilsk | Date climatice pentru Norilsk | Date climatice pentru Norilsk |
| Luna | Ian                           | Feb                           | Mar                           | Apr                           | Mai                           | Iun                           | Iul                           | Aug                           | Sep                           | Oct                           | Nov                           | Dec                           | Anual                         |
| --- | ----------------------------- | ----------------------------- | ----------------------------- | ----------------------------- | ----------------------------- | ----------------------------- | ----------------------------- | ----------------------------- | ----------------------------- | ----------------------------- | ----------------------------- | ----------------------------- | ----------------------------- |
| Maxima medie °C (°F) | −23.9 (−11.0)                 | −24.2 (−11.6)                 | −18.8 (−1.8)                  | −10 (14)                      | −1.7 (28,9)                   | 10.4 (50,7)                   | 18.2 (64,8)                   | 15.0 (59)                     | 6.9 (44,4)                    | −6.7 (19,9)                   | −16.9 (1,6)                   | −21.6 (−6.9)                  | −6,11 (21,01)                 |
| Media zilnică °C (°F) | −26.9 (−16.4)                 | −27.2 (−17.0)                 | −21.9 (−7.4)                  | −13.9 (7)                     | −4.8 (23,4)                   | 7.0 (44,6)                    | 14.3 (57,7)                   | 11.4 (52,5)                   | 4.0 (39,2)                    | −9.5 (14,9)                   | −20.2 (−4.4)                  | −25.1 (−13.2)                 | −9,4 (15,08)                  |
| Minima medie °C (°F) | −30.9 (−23.6)                 | −31.5 (−24.7)                 | −26.9 (−16.4)                 | −18.5 (−1.3)                  | −8.4 (16,9)                   | 3.2 (37,8)                    | 10.0 (50)                     | 7.6 (45,7)                    | 1.2 (34,2)                    | −12.5 (9,5)                   | −23.9 (−11.0)                 | −28.9 (−20.0)                 | −13,29 (8,07)                 |
| Minima istorică °C (°F) | −53.1 (−63.6)                 | −52 (−61.6)                   | −46.1 (−51.0)                 | −38.7 (−37.7)                 | −26.8 (−16.2)                 | −9.8 (14,4)                   | 0.4 (32,7)                    | −1 (30,2)                     | −14 (6,8)                     | −36 (−32.8)                   | −43.1 (−45.6)                 | −51 (−59.8)                   | −53,1 (−63,6)                 |
| Precipitații mm (inches) | 17.6 (0.693)                  | 16.1 (0.634)                  | 28.4 (1.118)                  | 21.1 (0.831)                  | 24.0 (0.945)                  | 34.4 (1.354)                  | 32.4 (1.276)                  | 52.2 (2.055)                  | 26.0 (1.024)                  | 35.9 (1.413)                  | 30.8 (1.213)                  | 22.1 (0.87)                   | 341 (13,43)                   |
| Sursa nr. 1: Weatherbase, except for the July record high |                               |                               |                               |                               |                               |                               |                               |                               |                               |                               |                               |                               |                               |
| Sursa nr. 2: July record high: Official website of Norilsk. В Норильске самый жаркий июль за всю историю метеонаблюдений ru ; The Siberian Times. Norilsk breaks records for Arctic heat in a new sign of changing weather patterns |                               |                               |                               |                               |                               |                               |                               |                               |                               |                               |                               |                               |                               |

### Poluarea
Minereul de nichel este topit lângă mină, la Norilsk. Topitoria este direct responsabilă pentru poluarea severă din Norilsk, care generează ploi acide și smog. După unele estimări, 1% din emisiile totale de dioxid de sulf la nivel mondial provin doar din Norilsk. Poluarea cu metale grele din apropiere este atât de severă încât acum este fezabil economic să se exploateze solul ca rezultat al acumulării de mari concentrații de platină și paladiu de pe urma poluării.
Institutul Blacksmith a inclus Norilsk în 2007 în lista celor mai poluate zece locuri din lume. Lista citează poluarea aerului prin particule (inclusiv radioizotopi de stronțiu-90, cesiu-137 și metale ca nichel, cupru, cobalt, plumb și seleniu) și prin gaze (cum ar fi oxizi de azot și carbon, dioxid de sulf, fenoli și hidrogen sulfurat). Institutul estimează că patru milioane tone de cadmiu, cupru, plumb, nichel, arsen, seleniu și zinc sunt emise anual în atmosferă.
Conform unui raport din aprilie 2007 al BBC News, compania minieră a acceptat pentru ce s-a întâmplat cu vegetația din zonă și au insistat că iau măsuri pentru a reduce poluarea. Pentru perioada 2015-2020 compania se așteaptă să reducă emisiile de dioxid de sulf cu aproximativ două treimi, dar admite că e greu de garantat acest lucru deoarece încă dezvoltă tehnologia de depoluare. CNN a susținut că nu exista niciun arbore pe o rază de 48 km a topitoriei de nichel Nadezhda ("Speranța").

## Orașe înfrățite
- Minusinsk, Rusia

## Personalități născute aici
- Dmitri Torbinski (n. 1984), fotbalist;
- Nadejda Andreievna Tolokonnikova (n. 1989), militantă pentru democrație.